# Shakhobidin Zoirov
Shakhobidin Zoirov (3 de março de 1993) é um pugilista uzbeque, campeão olímpico. 

## Carreira
Hasanboy Dusmatov competiu na Rio 2016, na qual conquistou a medalha de ouro no peso mosca.